# Việt Nam tại Đại hội Thể thao Sinh viên Mùa hè 2011
Việt Nam đã tham gia tranh tài tại Đại hội Thể thao Sinh viên Mùa hè 2011 tại Thâm Quyến, Trung Quốc với 4 môn thể thao: Điền kinh, Thể dục dụng cụ, Bóng bàn, Taekwondo.

## Huy chương
| Huy chương | Tên                                                  | Môn       | Nội dung            |
| ---------- | ---------------------------------------------------- | --------- | ------------------- |
| Bạc        | Nguyễn Thị Thu Ngân Lê Hiếu Nghĩa                    | Taekwondo | Nội dung hỗn hợp    |
| Đồng       | Nguyễn Thị Lê Kim Châu Tuyết Vân Nguyễn Thị Thu Ngân | Taekwondo | Đội nữ Poomsae      |
| Đồng       | Lê Trung Anh Lê Hiếu Nghĩa Nguyễn Đình Toàn          | Taekwondo | Đội nam Poomsae     |
| Đồng       | Nguyễn Đình Toàn                                     | Taekwondo | Poomsae cá nhân nam |